# Урсула Келлер
Урсула Келлер (нім. Ursula Keller; нар. 21 червня 1959, Цуг) — швейцарська физикиня, фахівчиня з лазерів надкоротких імпульсів. Членкиня Швейцарської академії технічних наук, Шведської королівської АН (2003) і Леопольдини (2008), докторка філософії (1989), професор Федеральної вищої технічної школи Цюриха, випускницею якої є і де працює від 1993 року. В 1991—1999 роках — третя з найбільш цитованих дослідниць у галузі оптоелектроніки, згідно з Thomson Citation Index.

## Життєпис
Народилася і виросла в Цузі. Вивчала фізику у Федеральній вищій технічній школі Цюриха (1984). У Стенфордському університеті здобула ступінь магістерки (1987) і докторки філософії (1989) з прикладної фізики. У 1989—1993 роках — співробітниця AT & T Bell Labs. У 1993 році повернулася на батьківщину і з того ж року викладає в альма-матер — Федеральній вищій технічній школі Цюриха, спочатку як асоційована професор, від 1997 року фул-професор, протягом 2003—2005 років — директорка там само Інституту квантової електроніки. Підготувала 77 PhD-студентів. Співзасновниця і перша президент ETH Women Professors Forum. Від 2014 року — членкиня дослідницької ради Швейцарського національного наукового фонду. Фелло Оптичного товариства (2003) і IEEE (2014). Від 2010 року — членкиня AcademiaNet. Членкиня редколегій Applied Physics B (з 1994) і Laser Physics Letters (з 2005).
Опублікувала 300 рецензованих журнальних робіт і 13 глав у книгах.
Одружена, має двох синів (1997 і 1998 р. н.).

## Нагороди та відзнаки
- Лауреатка програми Фулбрайта (1985—1986)
- Премія Карла Цайса (1998)
- IEEE LEOS Distinguished Lecturer (2000—2001)
- Berthold Leibinger Innovationspreis[de] (2004)
- Philip Morris Forschungspreis[de] (2005)
- професор імені Міллера Каліфорнійського університету в Берклі (2006)
- Joseph Fraunhofer Award / Robert M. Burley Prize, Оптичне товариство (2008)
- Senior Prize, Європейське фізичне товариство (2011)
- ERC Advanced Grant (2012, 2018[9])
- Arthur L. Schawlow Award[de] (2013)
- Geoffrey Frew fellowship Австралійської АН (2015)
- Премія Таунса, Оптичне товариство (2015)
- Weizmann Women & Science Award[en] (2017)[10]
- IEEE Photonics Award[en] (2018)
- European Inventor Award (2018)
- Медаль Едісона (2019)[11]
- Почесна докторка Університету Геріота-Ватта (2019)[12]